# Saint-Palais (Żyronda)
Saint-Palais – miejscowość i gmina we Francji, w regionie Nowa Akwitania, w departamencie Żyronda.
Według danych na rok 1990 gminę zamieszkiwało 409 osób, a gęstość zaludnienia wynosiła 42 osób/km² (wśród 2290 gmin Akwitanii Saint-Palais plasuje się na 783. miejscu pod względem liczby ludności, natomiast pod względem powierzchni na miejscu 1080.).